# Магден
Магден (нем. Magden) — коммуна в Швейцарии, в кантоне Аргау.
Входит в состав округа Рейнфельден.  Население составляет 3437 человек (на 31 декабря 2007 года). Официальный код  —  4253.